# Лазарево (Куньинский район)
Лазарево — деревня в Куньинском районе Псковской области России. Входит в состав Слепнёвской волости.
Расположена в 19 км к югу от райцентра Кунья и в 1 км к западу от одноимённого озера.

## Население
Численность населения деревни на 2000 год составляла 34 жителя.

## История
До 2005 года деревня входила в состав ныне упразднённой Октябрьской волости.